# Yannic Stein
Yannic Stein (* 17. September 2004 in Berlin) ist ein deutscher Fußballtorwart. Er steht beim 1. FC Union Berlin unter Vertrag.

## Karriere
Yannic Stein spielte in der Jugend zunächst für den FC Viktoria 1889 Berlin, bevor er 2019 in die B-Junioren-Bundesliga-Mannschaft des 1. FC Union Berlin wechselte. Für die Profimannschaft des Berliner Bundesligisten war Stein in der Conference League und der Europa League ab 2021 mehrfach im Kader. Zur Saison 2023/24 erhielt er einen Profivertrag und war Teil des Champions-League-Kaders, kam aber nicht zum Einsatz.
Anfang Januar 2024 wechselte Stein bis zum Ende der Saison 2023/24 in die 3. Liga zum VfB Lübeck. Dort kam er als Ersatzmann von Philipp Klewin zu drei Drittligaeinsätzen. Die Lübecker stiegen am Saisonende nach einem Jahr wieder in die Regionalliga Nord ab, womit Stein den Verein mit seinem Vertragsende wieder verließ. 
Im Januar 2025 wurde Stein an den SV Babelsberg 03 in die Regionalliga Nordost ausgeliehen, wo er Spielpraxis sammeln sollte. Der ursprünglich bis Sommer 2026 datierte Leihvertrag wurde seitens des 1. FC Union Berlin im Juni 2025 vorzeitig aufgehoben, da Stein nach guten Leistungen zur Saison 2025/26 dem Bundesligakader angehören soll.